# Jealousy (film 1912)
Jealousy è un cortometraggio muto del 1912. Il nome del regista non viene riportato nei credit del film che, prodotto dalla Reliance Film Company, aveva come interpreti Henry B. Walthall, Jane Fearnley, Gertrude Robinson.

## Trama
Giovane sposa, May Barry riceve la visita di un'amica. Il marito è assente e l'amica, maliziosa, si veste con gli abiti di lui. Quando questi ritorna a casa inaspettatamente, sua moglie nasconde l'amica in un'altra stanza, proibendogli di entrarvi. Gelosissimo, nascondendosi, il maritino minaccia tuoni e fulmini, deciso perfino all'omicidio. Pensando che se ne sia andato, l'amica esce dalla stanza: lui, accortosi dell'equivoco, chiede perdono per la sua furia e la moglie lo perdona.

## Produzione
Il film venne prodotto dalla Reliance Film Company

## Distribuzione
Distribuito dalla Motion Picture Distributors and Sales Company, il film - un cortometraggio di una bobina - uscì nelle sale cinematografiche statunitensi il 23 marzo 1912.